# Ludwig Nosko
Ludwig Luggi Nosko (* 24. Juli 1938 in Dornbirn; † 26. Dezember 1992 ebenda) war ein österreichischer Politiker (FPÖ) und Spenglermeister. Er war von 1984 bis 1989 Abgeordneter zum Vorarlberger Landtag. 

## Ausbildung und Beruf
Nosko besuchte nach der Volksschule in Dornbirn die Hauptschule Dornbirn und absolvierte danach die Handelsschule Lustenau und eine Lehre als Spengler in Dornbirn. Er legte die Gesellenprüfung ab und besuchte das Technikum für Metallbearbeitung in Sindelfingen. Schließlich konnte er auch die Meisterprüfung zum Spenglermeister ablegen. Er gründete die Firma Ludwig Nosko und betrieb eine Spenglerei in Dornbirn. 

## Politik und Funktionen
Nosko war Parteimitglied der FPÖ und wirkte lokalpolitisch von 1975 bis 1980 als Ersatzmitglied der Stadtvertretung Dornbirn. Er war danach vom 9. Mai 1980 bis zum 14. Mai 1985 Mitglied der Stadtvertretung Dornbirn und zudem Mitglied im Bauausschuss. Danach gehörte er der Stadtvertretung von 1985 bis 1992 erneut als Ersatzmitglied an und war Mitglied des Bauausschusses, der Abgabenkommission und des Einschätzungsbeirates. Innerparteilich hatte er von 1980 bis 1985 das Amt des Fraktionsobmann der FPÖ Dornbirn inne, zudem war er ab 1986 Bezirksparteiobmann der FPÖ Dornbirn. Auf Landesebene wirkte er ab etwa 1984 als Mitglied des Landesparteivorstandes der FPÖ Vorarlberg. Er wurde am 16. Mai 1984 als Nachfolger des zum Landesrat gewählten Abgeordneten Hans-Dieter Grabher als Abgeordneter des Wahlbezirks Dornbirn angelobt und gehörte dem Landtag zunächst bis zum 5. November 1984 an. A, 28. November 1984 rückte er neuerlich für Grabher nach und schied schließlich per 23. Oktober endgültig aus dem Landtag aus. Nosko war Mitglied im Finanzausschuss, Mitglied im Volkswirtschaftlichen Ausschuss, Mitglied im Energiepolitischen Ausschuss und Mitglied im Sozialpolitischen Ausschuss.
Nosko engagierte sich von 1990 bis 1992 auch als Mitglied der Sektionsleitung Gewerbe der Vorarlberger Handelskammer und war Bereichszuständiger für Gewerberecht.

## Privates
Nosko wurde als Sohn des Spenglermeisters Siegfried Nosko und dessen Gattin Irmgard Lims geboren. Er heiratete 1966 Margit Karner und wurde 1968 Vater eines Sohnes und 1969 Vater einer Tochter.